# Герман Миовски
Герман Христов Миовски е български журналист, краевед и преводач.

## Биография
Герман Миовски е роден на 12 май 1933 година в преспанското село Пъпли (Левконас). По време на Гражданската война в Гърция през 1948 година е изведен с други деца бежанци в страните от Социалистическия лагер. Настанен е в детски дом в Синая, Румъния, а през 1952 година се премества в София, България. През 1956 година завършва педагогическо училище за начални учители, а през 1961 година завършва Факултета по журналистика на Софийския университет. Между 1961 и 1976 година работи като журналист в Главна дирекция „Предавания за чужбина - Балкански страни“ на Радио София, а между 1976 и 1983 година е заместник главен редактор в отдел „Балкански страни“ в София прес, като отговаря за Гърция и Кипър.
Превежда от български на гръцки романите „Време разделно“ на Антон Дончев, „Антихрист“ на Емилиян Станев, стихосбирките „Честен кръст“ и „Вечерен тромпет“ на Борис Христов, стихотворението „Септември“ на Гео Милев и други. От гръцки на български превежда стихосбирките „Така е, братко, както си го казал“ и „Осемнадесет малки песни за горестната родина“ на Янис Рицос. През 2010 година издава книгата „Пепелища на времето: история, бит и култура на село Пъпли в Самуилова Преспа“.
Почива на 1 октомври 2021 година в София.